# Przemysław Zamojski
Przemysław Zamojski (Elbląg, 16 dicembre 1986) è un ex cestista polacco.

## Carriera
Con la Polonia ha disputato tre edizioni dei Campionati europei (2013, 2015, 2017).

## Palmarès
- Campionato polacco: 6

Asseco Prokom Gdynia: 2009-2010, 2011-2012
Zielona Góra: 2014-2015, 2015-2016, 2016-2017, 2019-2020
- Coppa di Polonia: 2

Zielona Góra: 2015, 2017
- Supercoppa polacca: 2

Trefl Sopot: 2012
Zielona Góra: 2015